# Лудорвай (музей-заповедник)
Лудорва́й — архитектурно-этнографический музей-заповедник под открытым небом в Завьяловском районе Удмуртии, в 15 км к юго-западу от Ижевска. Расположен на берегу одноимённой реки вблизи западной окраины деревни Лудорвай (отделён от неё Ижевской кольцевой автомобильной дорогой).

## История
Решение о создании музея-заповедника было принято Советом Министров УАССР в 1984 году. В 1990 году ему была выделена земля на месте нежилой деревни Ильинка приблизительно в 1 км к западу от Лудорвая. В 1997 году была открыта первая очередь музея в виде архитектурно-этнографического комплекса «Ильинка», которая являлась филиалом Национального музея Удмутии им. Кузебая Герда. В январе 2004 года музей был выделен в самостоятельное учреждение и переименован в «Лудорвай».
Музей состоит из 5 секторов: северных, центральных и южных удмуртов, русского и татарского. Основной принцип застройки — создание микросёл, где будут представлены культовые и общественные застройки. Хронологические рамки экспозиции — конец XIX — начало XX веков. В настоящее время в музее-заповеднике функционируют три памятника: усадьба Вострикова (сектор «Центральные удмурты»), ветряная мельница шатрового типа семьи Драгомировых и усадьба Атаманова (сектор «Южные удмурты»), всего 21 постройка, общая экспозиционная площадь — 691 м². По состоянию на 2012 год, в фондах музея находилось 4418 единицы хранения, среди которых уникальные этнографические коллекции (образцы прядения, ткачества и шитья, бытовая утварь и ритуальная посуда, резные прялки, берестяные туеса, детские люльки, орудия труда и быта). В музее находится действующая ветряная мельница шатрового типа, являющаяся памятником деревянного зодчества (1912).
При музее работает фольклорный коллектив, посетителям предлагаются экскурсии, знакомство с удмуртскими национальными играми, баней по-чёрному. В течение года в музее проводятся различные мероприятия, календарные праздники (Гербер, Святочные посиделки, Масленица, Петров день, Медовый спас, Новый год и другие), знакомящие посетителей с традициями и обычаями народов, населяющих край.
В 2006 году музей с проектом «Тайны вукочи» (от удм. вукочи — мельник) стал победителем конкурса «Меняющийся музей в меняющемся мире».

## Галерея

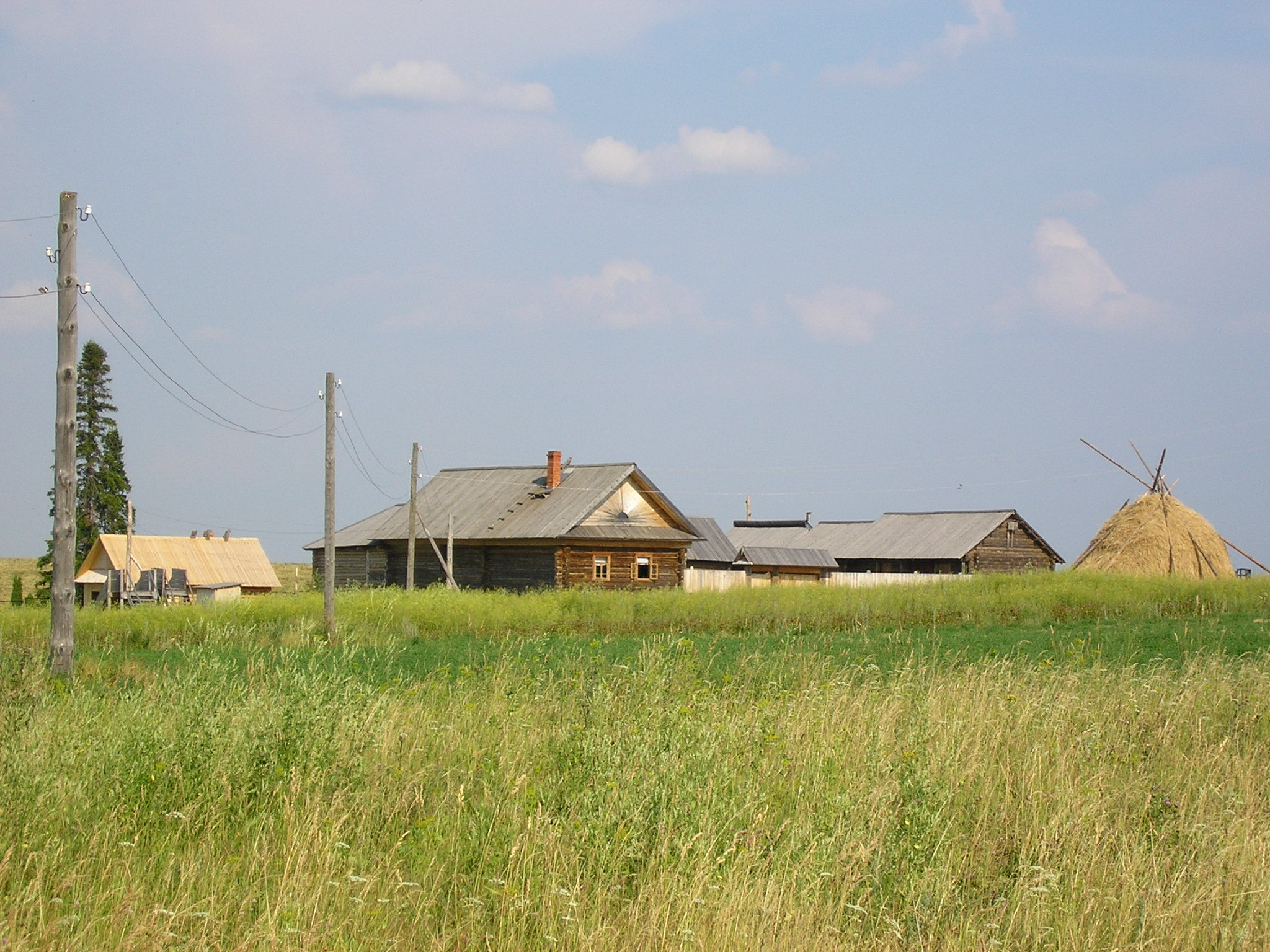
Вид на постройки
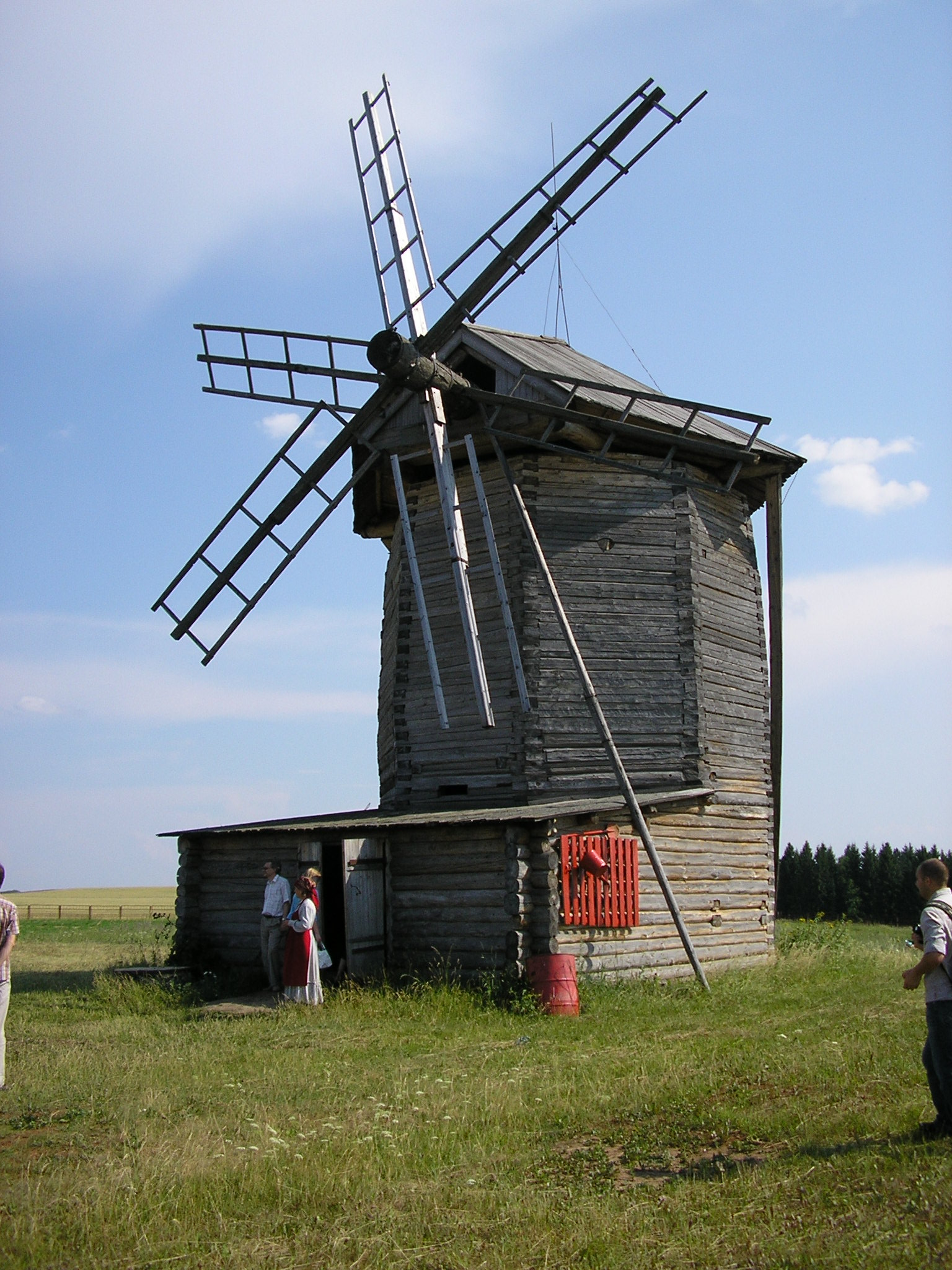
Действующая ветряная мельница на территории музея
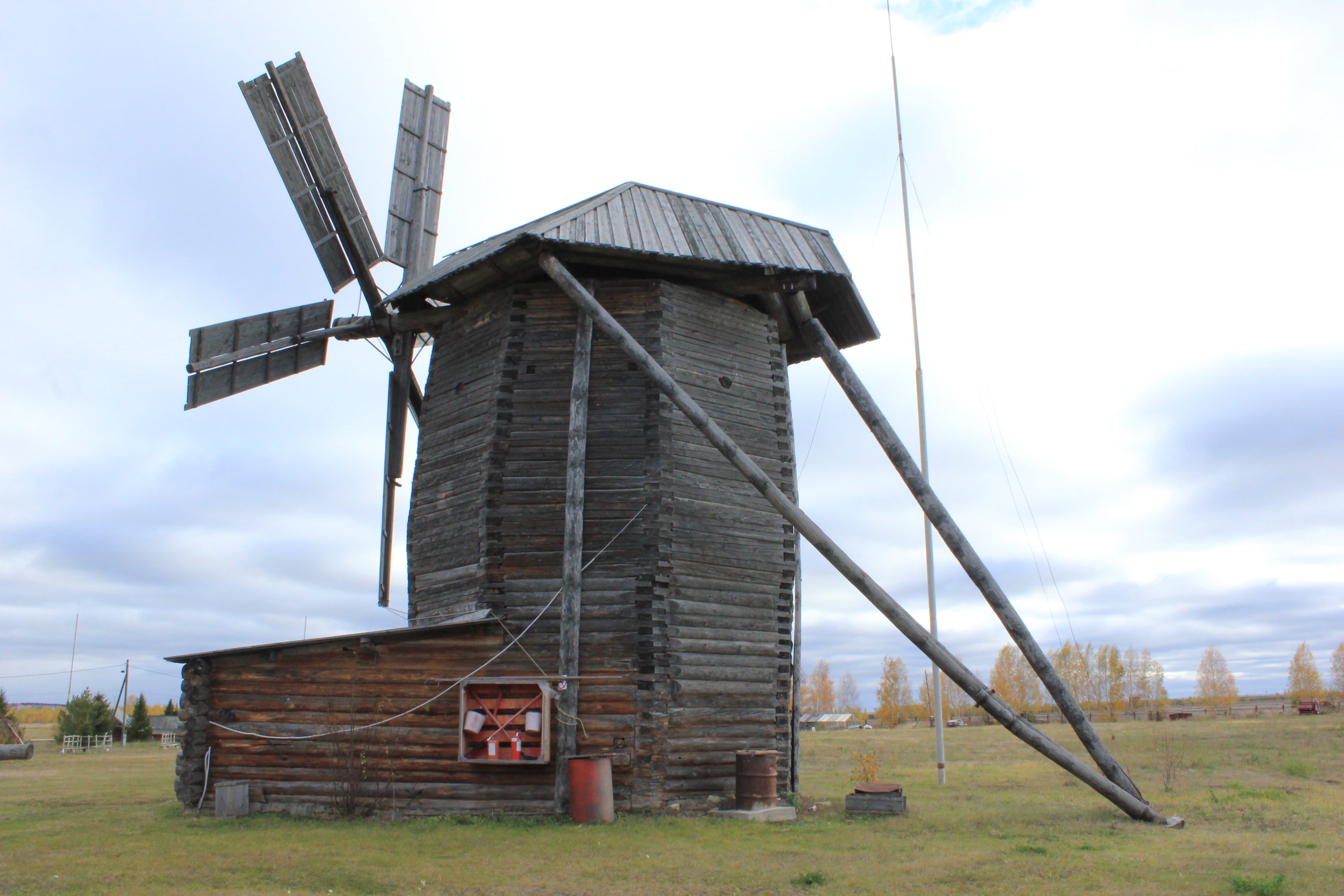
Поворотный механизм мельницы
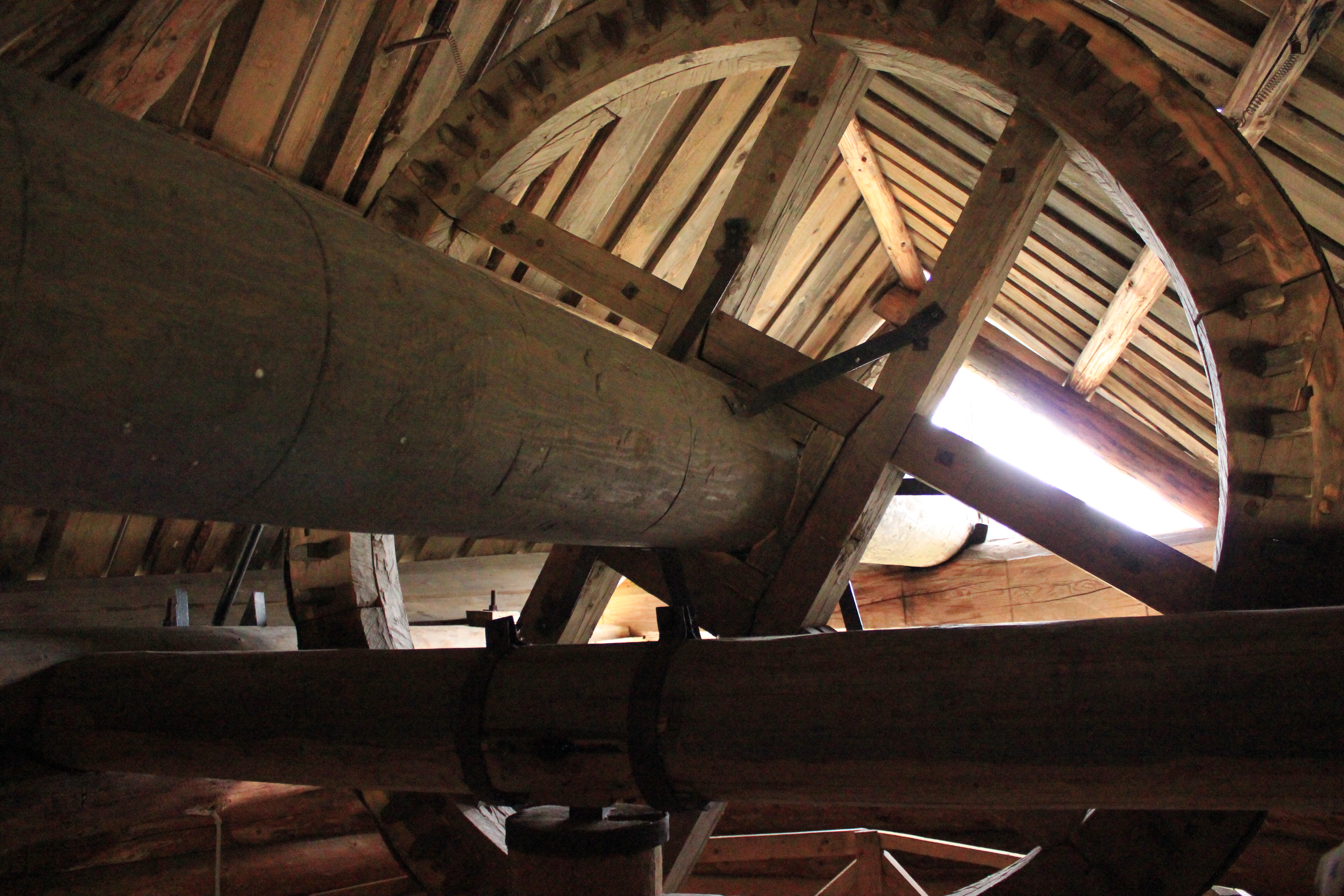
Горизонтальный вал ветряной мельницы с гребёнчатым колесом
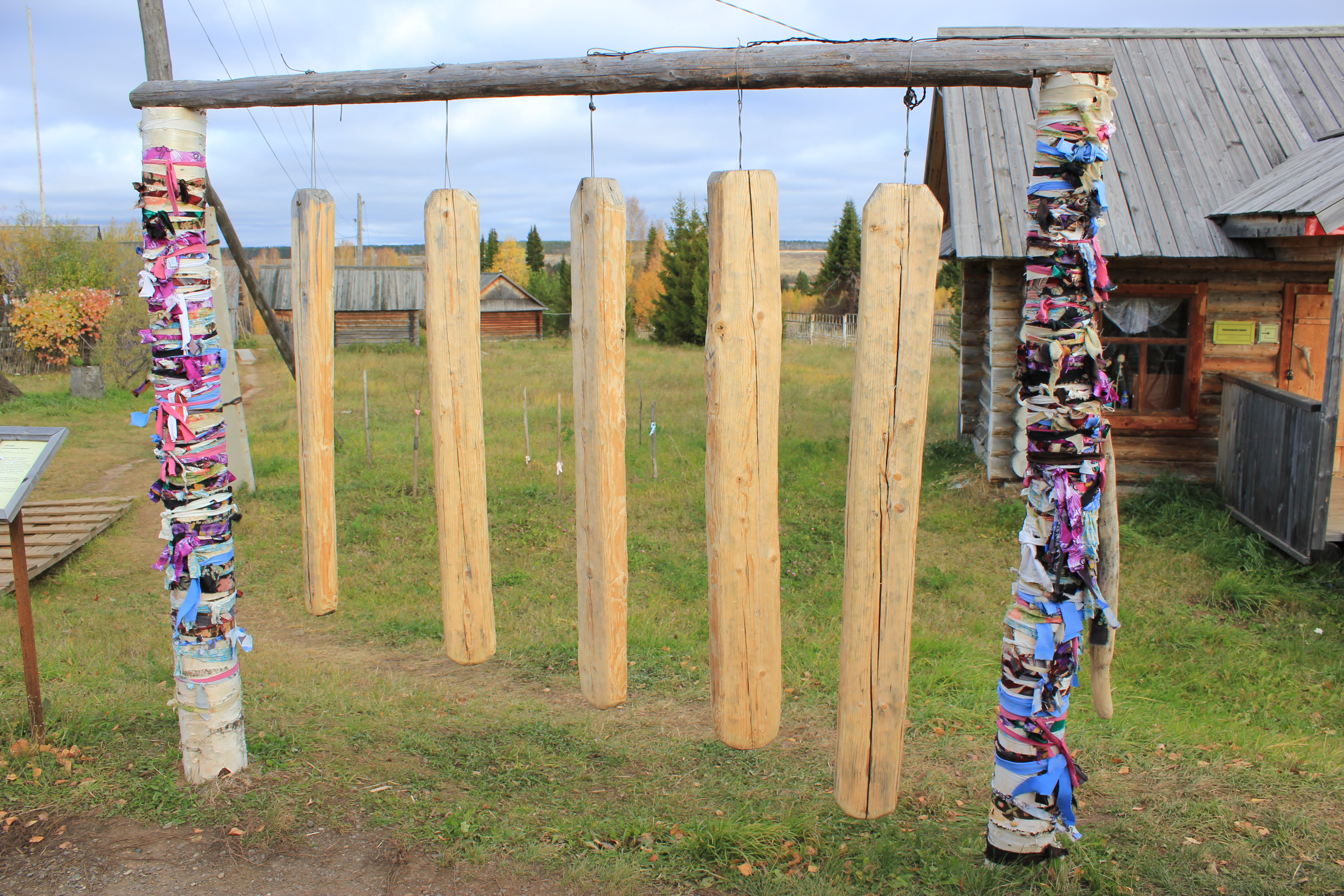
Тангыра (сигнальный инструмент) на территории музея
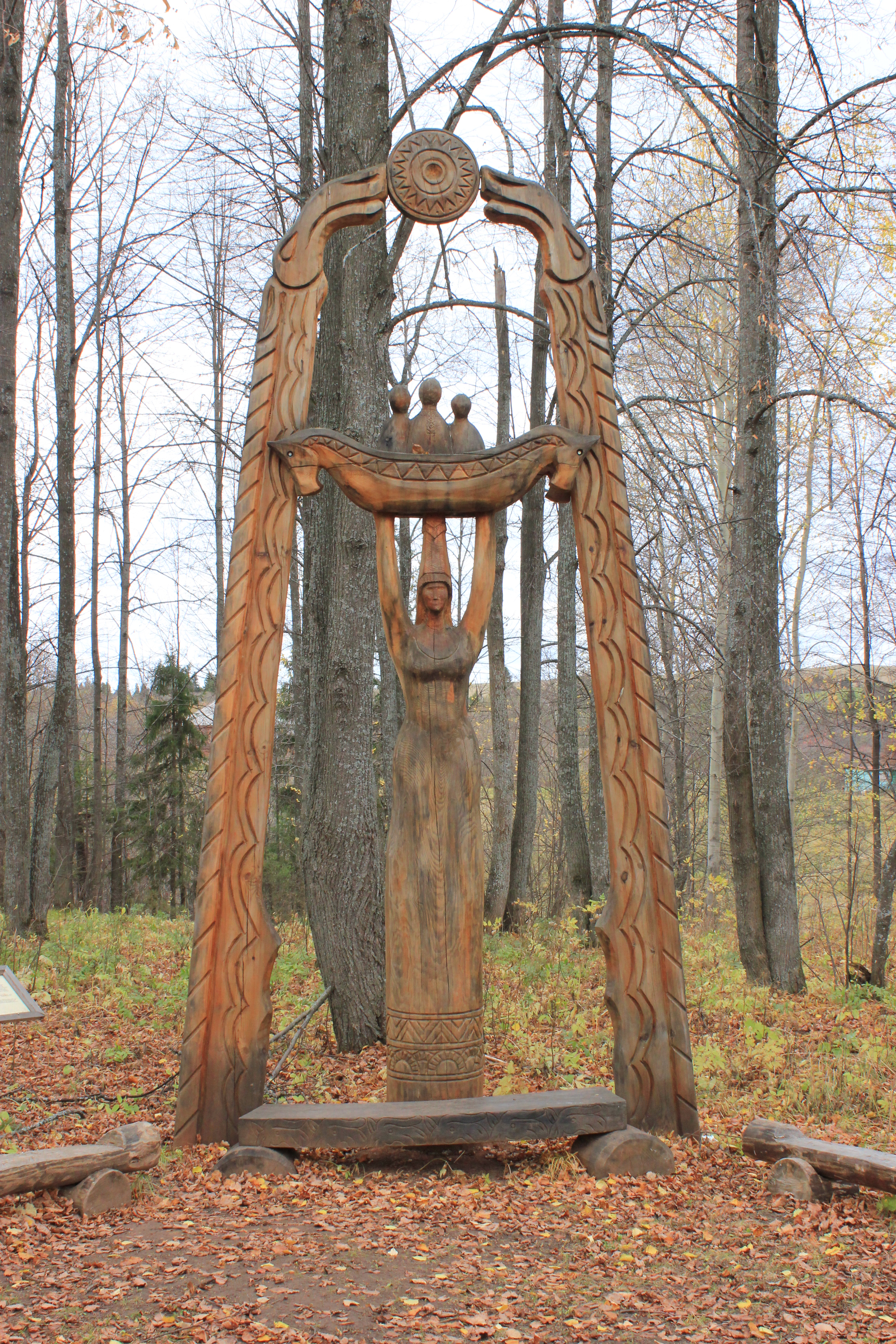
Скульптура «Семья» на территории музея
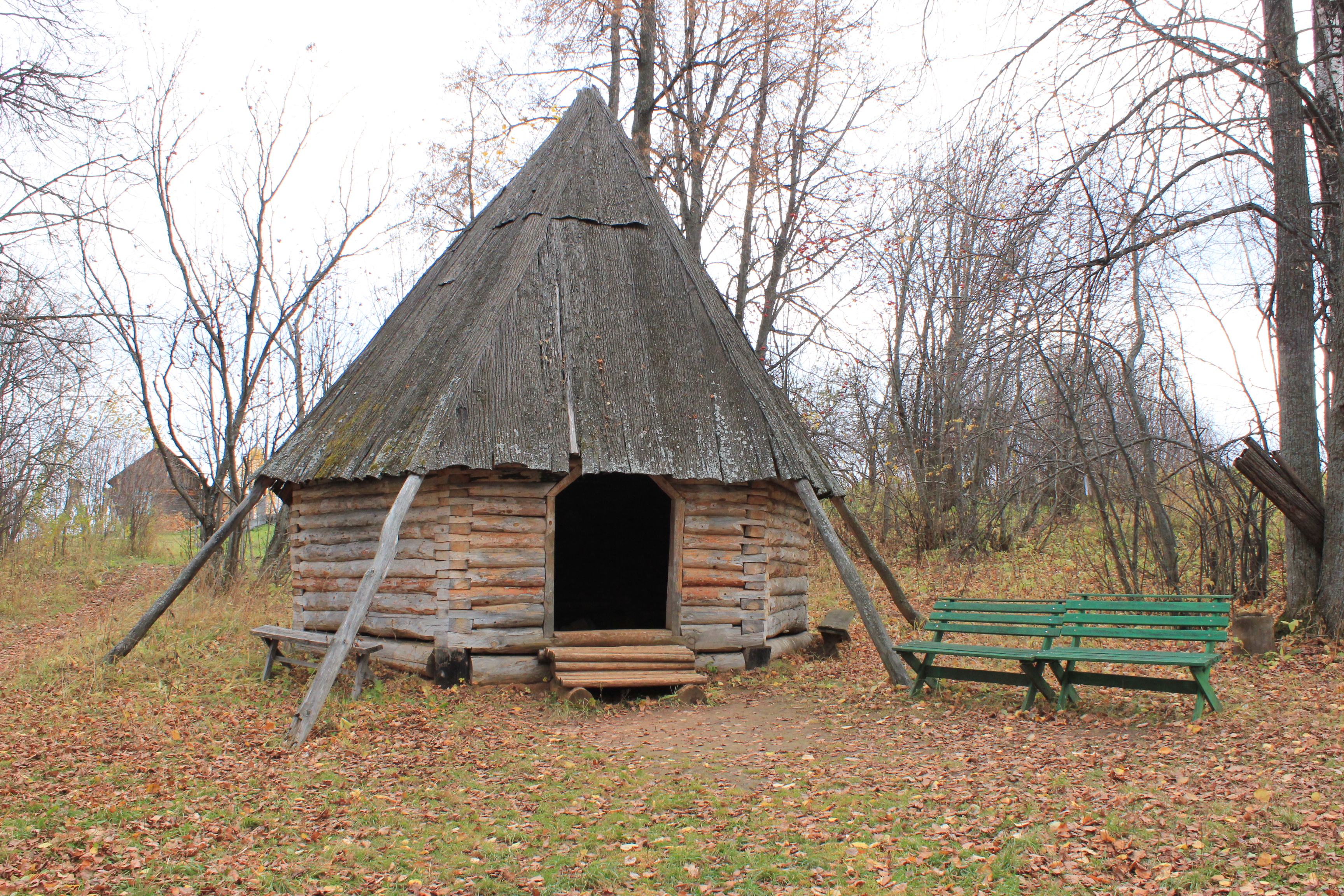
Постройки на территории музея
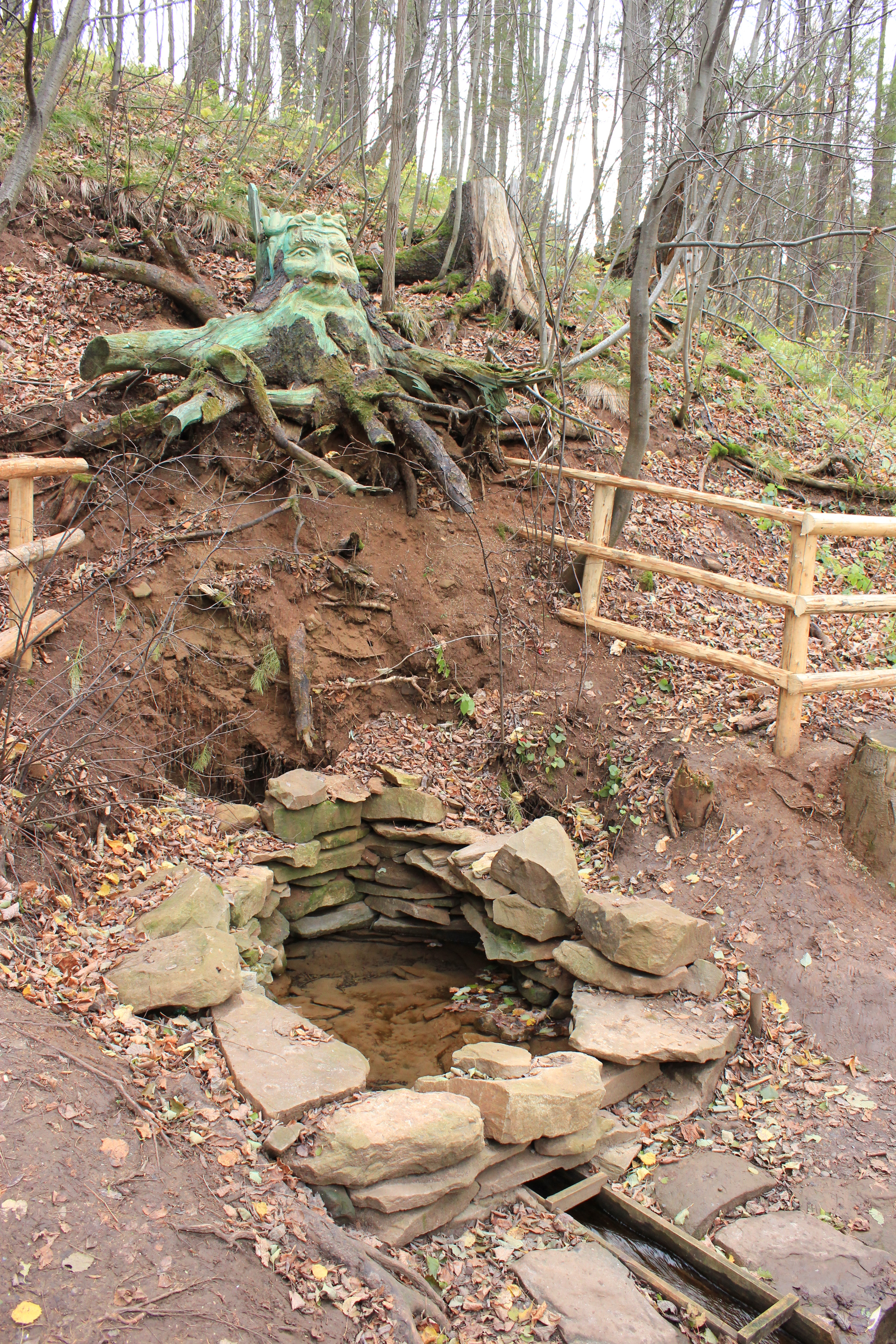
Родник на территории музея
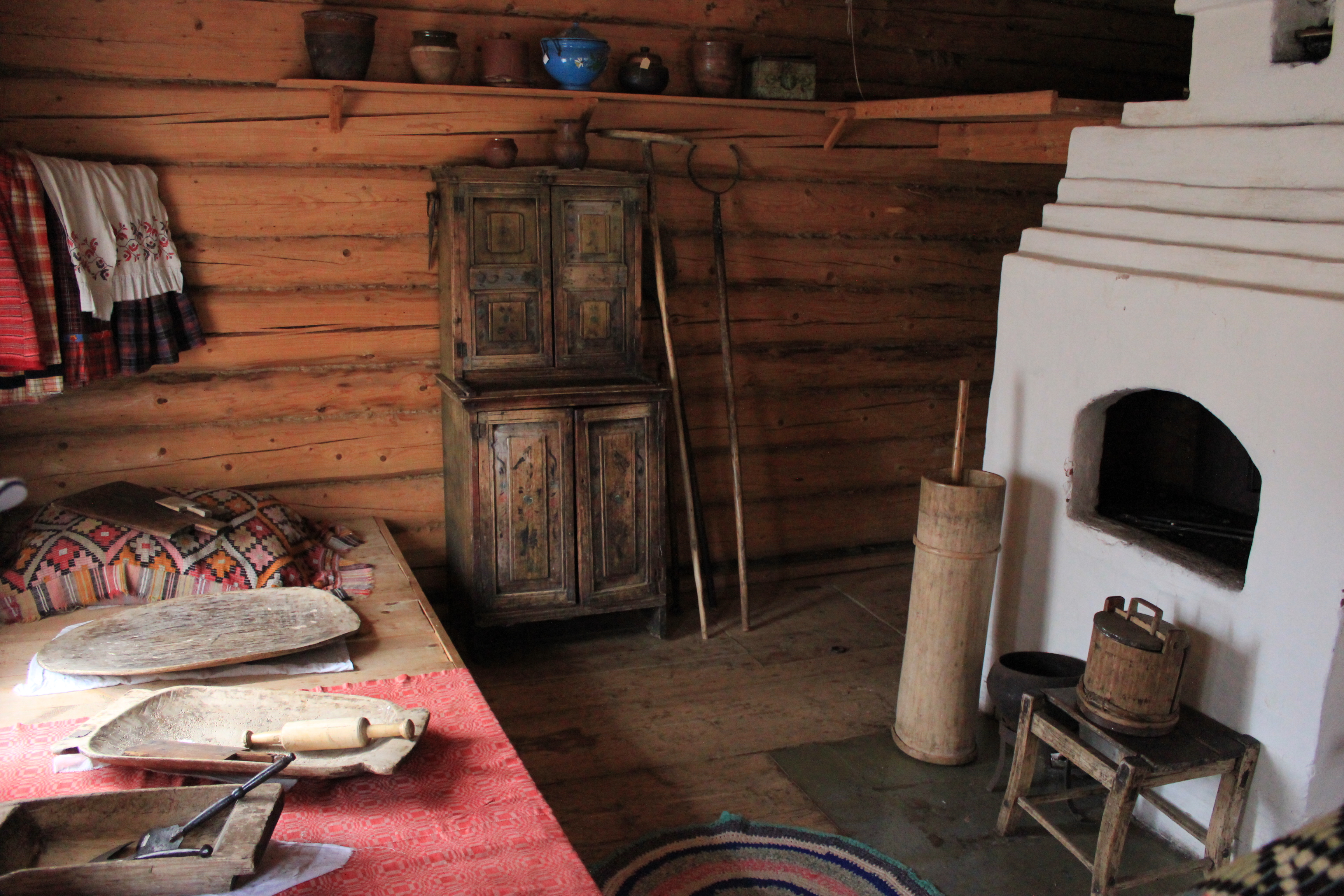
Имитация быта удмуртов
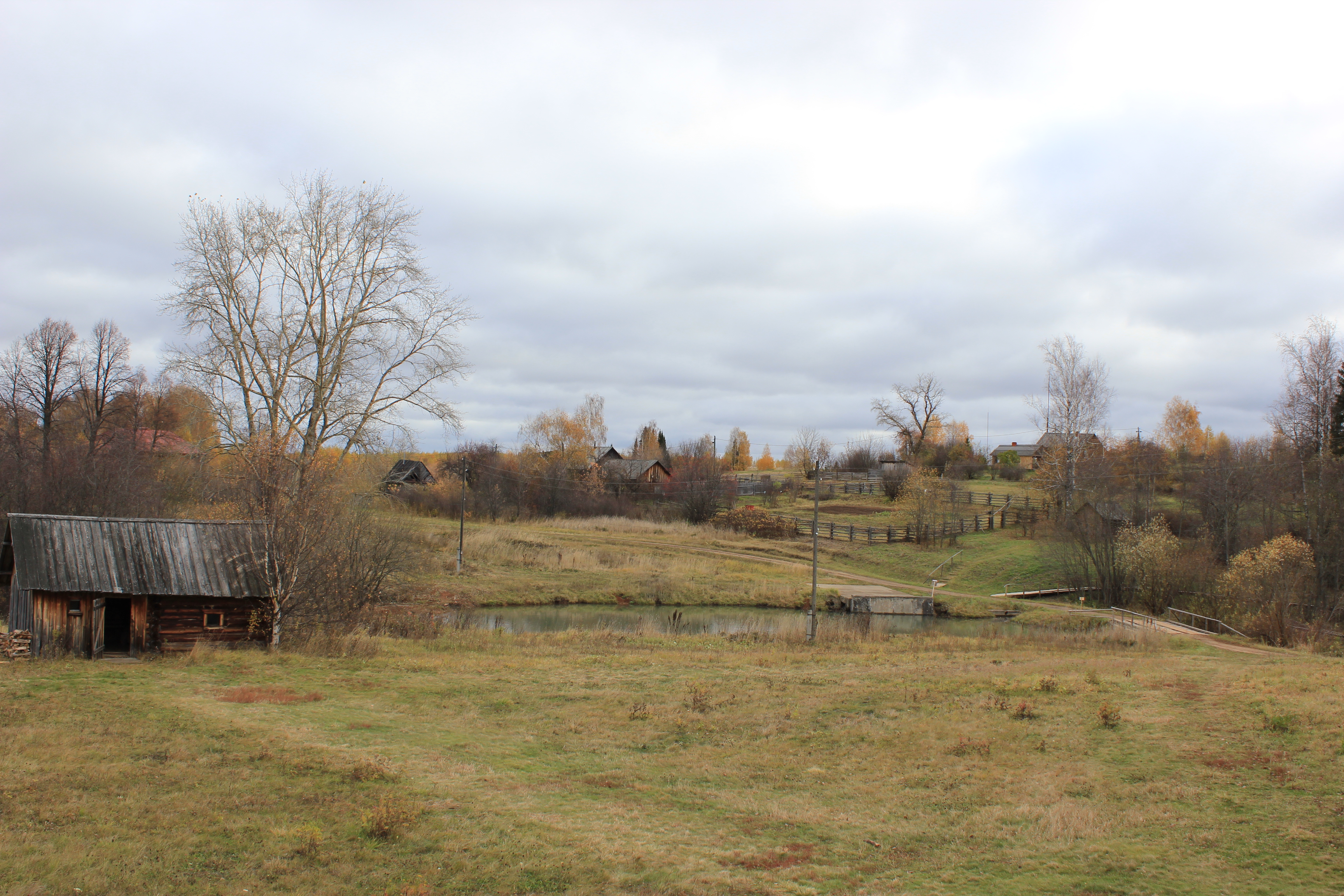
Постройки на территории музея
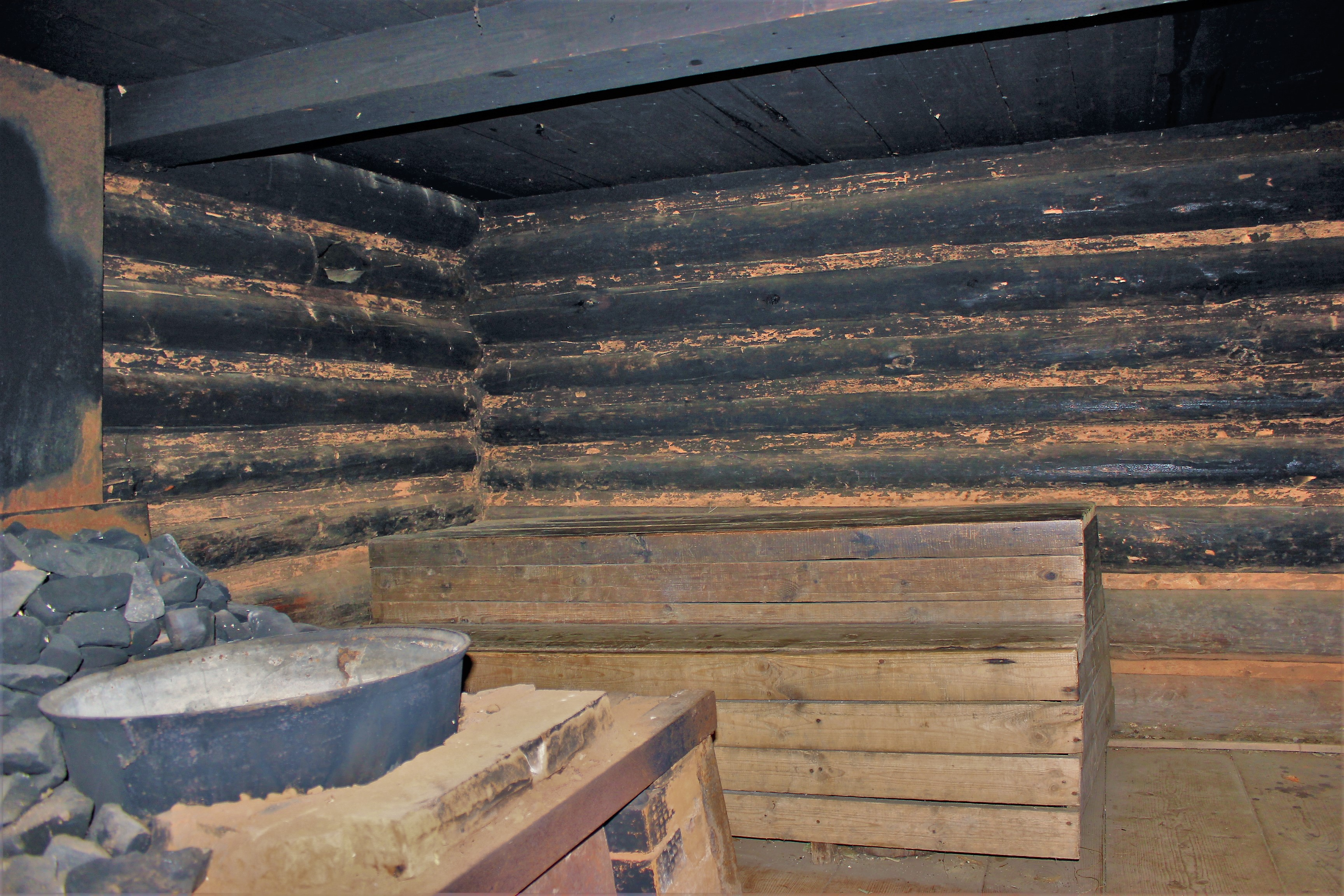
Баня по-чёрному на территории музея
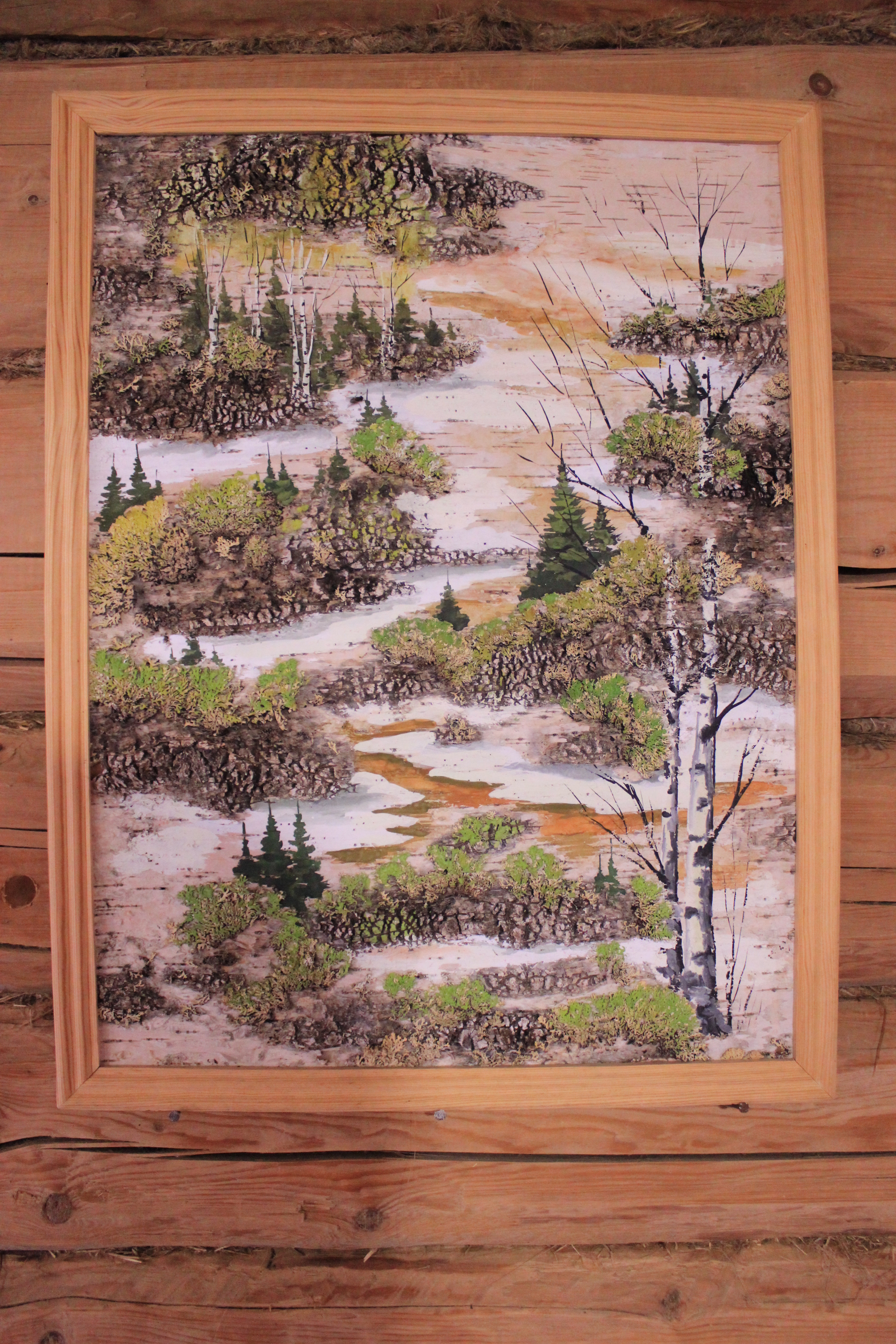
Картина на бересте в Лудорвайском музее